# Björn Thurau
Björn Thurau (Frankfurt del Main, 23 de juliol de 1988) és un ciclista alemany. Professional des del 2007, actualment milita a l'equip Kuwait-Cartucho.es.
El seu pare, Dietrich Thurau, també va ser ciclista professional.

## Palmarès
- 2006
  - 1r al Gran Premi Rüebliland

### Resultats al Giro d'Itàlia
- 2014. Abandona (16a etapa)